# تاریخ قزوینی
تاریخ قزوینی (نام اصلی: تاريخ القزويني في تراجم المنسيين والمعروفين من أعلام العراق وغیرهم) نوشتهٔ دکتر سید جودت قزوینی، دانشنامه‌ای در سی جلد که هر جلد آن با جلد دیگر از لحاظ اطلاعات ونظم و ترتیب موجود در آن با جلد دیگر متفاوت است و به زیست‌نامه شخصیت‌های عراقی و غیر عراقی از جمله شخصیت‌های ایرانی مرتبط با عراق در یک قرن (۱۹۰۰م-۲۰۰۰م) می‌پردازد.

## ویژگی‌ها و روش عرضهٔ محتویات
مؤلف در مقدمه ۳۵ ویژگی را برای کتاب خویش که مربوط به نوع تنظیم مطالب و حساسیت‌های تألیفی است برشمرده است.
این کتاب در شرح حال افراد و تراجم اعلام روش الفبایی را بر حسب نام کوچک و نام خانوادگی یا لقب را واگذاشته تا دسترسی به مطالب و اعلام به راحتی و سهولت امکان‌پذیر گردد.
هر جلد از این مجموعه سی جلدی بالغ بر چهارصد صفحه است ارائه شده است.
در غالب شرح حال‌ها از تصاویر یا خط آنان و نیز برخی از اسناد استفاده شده و اگر شخص از شعرا بوده نمونه‌ای از اشعار وی درج شده است. همان‌طور که اشاره شد نام شماری از مشهوران در این کتاب دیده می‌شود اما غالب آنان افراد گمنامی هستند که ذکری از آنان در آثار دیگر نشده است.